# Алкогольний абстинентний синдром
Алкогольний абстинентний синдром — стан людини із залежністю від алкоголю після раптового припинення вживання алкогольних напоїв, або під час швидкого зменшення дози вживаного алкоголю. Зустрічається на II й III стадії алкоголізму. Тривалість стану, який супроводжується вегетативними, соматичними, неврологічними та психічними порушеннями, що зумовлено стадією захворювання і фізіологією людини. Часто плутається з поняттям «похмілля», що не вірно.
В англомовній літературі під абстиненцією йдеться просто про утримання (непитущість) (англ. abstinence), і замість поняття абстинентного синдрому використовується «синдром скасування» (англ. withdrawal syndrome).

## Залежність від алкоголю
Як пише П. Д. Шабанов, хоча нейронні системи, зачеплені у формуванні залежності, важко виділити, з допомогою процесів скасування можна встановити сам феномен залежності. Відмова від приймання етанолу призводить до похмілля, тривожності, тремору і гіперактивності симпатичної нервової системи, психозів, судоми, порушення сну і навіть смерті.
Але повторне приймання алкоголю миттєво пом'якшує вищеозначену симптоматику, що і є головною ознакою залежності, і відрізняє залежність від отруєння (інтоксикації).

## Симптоми
Алкогольний абстинентний синдром розрізняється за стадіями:
| II стадія алкоголізму | I ступінь тяжкості (перший етап)              | Пітливість, сухість у роті, тахікардія, можливість самостійного стримування бажання похмелитися, похмілля дає можливість вести активну життєдіяльність не запускаючи алкогольну тягу.                        | Стадія вегетативно-астенічних розладів.                 |
| II стадія алкоголізму | II ступінь тяжкості (багатоденне зловживання) | Гіперемія, тахікардія або різке падіння тиску, тяжкість в голові, блювання, тремор кінцівок або всього тіла, порушення ходи. Практично відсутня можливість самостійного стримування від бажання похмелитися. | Стадія вегетативно-соматичних і неврологічних розладів. |
| II стадія алкоголізму | III ступінь тяжкості                          | Характеризується тривожним настроєм, поверхневим сном з кошмарними сновидіннями, почуттям туги, провини, страху, негативним ставленням до оточення.                                                          | Переважання психічних розладів.                         |
| ІІІ стадія            | Повний набір фізичних і психічних порушень.   | Повний набір фізичних і психічних порушень. | Повний набір фізичних і психічних порушень.             |

Частина симптомів буває схожа з постінтоксикаційним станом (похміллям) здорової людини — спрага, поганий настрій і інші. Але є і відмінність, що полягає у вторинному патологічному потягу, що формується остаточно на II стадії. У наркології розрізняють первинний патологічний потяг і вторинний, що створює непереборне бажання випити, саме існування без алкоголю людині здається жахливим.
Стан людини стає необ'єктивним і емоційно забарвленим — запальність, роздратування, агресія та інші. Поступово проявляються й інші вегетативні порушення: пітливість, «ломка», нудота, «сухе» блювання, запаморочення та інші. Якщо абстиненція викликана виснаженням організму, то така людина часто не може здійснювати прості дії (застебнути ґудзик та ін.) Можлива тахікардія та інші пов'язані з серцем ускладнення.
Стан людини після припинення запою оцінюється як важкий. Мозок людини в даному стані збуджений. Загальний стан характеризується безсонням з афективними сновидіннями. Хворих супроводжує нетривалий сон («поверхневий»), з кошмарними або реалістичними сновидіннями.
Тривожність і тяга до алкоголю збільшуються ближче до вечора і ночі. Тяга до алкоголю стає несвідомою і незворотною, «сліпою».

## Лікування
Оптимальним рішенням є госпіталізація хворого у лікувально-профілактичний заклад, де йому буде надана відповідна допомога. У домашніх умовах, без виклику лікаря-нарколога на будинок, проводяться лише превентивні заходи — вимірювання артеріального тиску, вживання доступних седативних засобів.